# گانتر سیدل
گانتر سیدل (انگلیسی: Guenter Seidel؛ زادهٔ ۲۳ september ۱۹۶۰ (۶۴ سال)) ورزشکار اهل ایالات متحده آمریکا است.
وی در مسابقات کشوری و بین‌المللی در مجموع برندهٔ ۲ مدال نقره، ۴ مدال برنز شده‌است.